# Jan Graboś
Jan Graboś – polski montażysta filmowy, jeden z twórców polskiego dubbingu, współpracujący z filmowo-telewizyjnym studiem dźwiękowym Master Film. W 2011 był nominowany do nagrody Golden Reel Award, za najlepszy montaż dźwięku w filmie zagranicznym, przyznawanej przez Motion Picture Sound Editors za film 1920 Bitwa warszawska w reżyserii Jerzego Hoffmana.

## Filmografia

### Filmy
| Rok  | Tytuł                              |
| ---- | ---------------------------------- |
| 1990 | Ucieczka z kina „Wolność”          |
| 1991 | Rozmowy kontrolowane               |
| 1991 | Tak tak                            |
| 1994 | Siostro, moja siostro              |
| 1994 | Psy 2. Ostatnia krew               |
| 1995 | Hook                               |
| 1995 | Prowokator                         |
| 1995 | Pestka                             |
| 1996 | Okruchy dnia                       |
| 1996 | Kratka                             |
| 1997 | Batman i Robin                     |
| 1997 | Jeszcze bardziej zgryźliwi tetrycy |
| 1999 | Ogniem i mieczem                   |
| 2000 | Świąteczna przygoda                |
| 2000 | Weiser                             |
| 2001 | W pustyni i w puszczy              |
| 2002 | Król przedmieścia                  |
| 2004 | Looney Tunes znowu w akcji         |
| 2004 | W 80 dni dookoła świata            |
| 2005 | Lucky Luke                         |
| 2005 | Zebra z klasą                      |
| 2006 | Lassie                             |
| 2006 | Francuski numer                    |
| 2007 | Środa, czwartek rano               |
| 2009 | Janosik. Prawdziwa historia        |
| 2011 | 1920 Bitwa warszawska              |
| 2011 | W ciemności                        |
| 2013 | W ukryciu                          |
| 2014 | Syn Boży                           |

### Seriale
| Rok  | Tytuł                       |
| ---- | --------------------------- |
| 1996 | Tajemnica Sagali            |
| 1998 | Gwiezdny pirat              |
| 2000 | Niegrzeczni panowie         |
| 2001 | W pustyni i w puszczy       |
| 2009 | Janosik. Prawdziwa historia |
| 2016 | Zoey 101                    |

### Filmy dokumentalne
| Rok  | Tytuł                           |
| ---- | ------------------------------- |
| 1971 | Losy zamku... losy kraju        |
| 1984 | Wiosna w Kabulu                 |
| 1984 | Nie miej więcej niż cztery żony |
| 1985 | Ślązak i jego dom               |
| 1995 | 100 lat w kinie                 |
| 2007 | A gdyby tak się stało           |

### Filmy animowane
| Rok  | Tytuł                 |
| ---- | --------------------- |
| 1996 | Dzwonnik z Notre Dame |
| 2006 | Gdzie jest Nowy Rok?  |
| 2016 | Zakwakani             |

### Seriale animowane
| Rok  | Tytuł                         |
| ---- | ----------------------------- |
| 2004 | Mała syrenka                  |
| 2006 | Ben 10                        |
| 2010 | Batman: Odważni i bezwzględni |
| 2016 | Krudowie – u zarania dziejów  |